# Министерство жилищного строительства и городского развития США
Министерство жилищного строительства и городского развития США — федеральный исполнительный департамент, который отвечает за управление программами жилищного строительства и развития городского хозяйства; образовано в 1965 г. в рамках программы Президента Линдона Джонсона Великое общество.